# 영안 (서하)
영안(永安)은 서하 숭종(西夏 崇宗) 이건순(李乾順)의 치세에 쓰던 연호이다.

## 연대 대조표
| 영안       | 원년                           | 2년            | 3년            |
| 서기(西紀) | 1098년                         | 1099년         | 1100년         |
| 간지(干支) | 무인(戊寅)                     | 기묘(己卯)     | 경진(庚辰)     |
| 북송(北宋) | 소성(紹聖) 5년 원부(元符) 원년 | 원부(元符) 2년 | 원부(元符) 3년 |

## 같이 보기
- 다른 왕조의 같은 연호
  - 동오(東吳) 영안(永安, 258년 ~ 264년)
  - 서진(西晉) 영안(永安, 304년)
  - 북량(北凉) 영안(永安, 401년 ~ 412년)
  - 북위(北魏) 영안(永安, 528년 ~ 530년)

- 중국의 연호 목록

| 이전 연호 천우민안(天祐民安) | 중국의 연호 서하(西夏) | 다음 연호 정관(貞觀) |